# Gonomyia labidura
Gonomyia labidura là một loài ruồi trong họ Limoniidae. Chúng phân bố ở miền Australasia.